# Joseph Ngeny
Joseph Ngeny Kiprotich (12 september 1977) is een Keniaanse langeafstandsloper, die gespecialiseerd is in de marathon.

## Loopbaan
Op 27 maart 2004 won Ngeny de halve marathon van Praag in 1:01.46 en in 2006 werd hij in de hele marathon van Praag derde in 2:13.57. Zijn persoonlijk record van 2:09.26 op de marathon liep hij in 2006 in de marathon van Milaan. Hier begon hij als haas, maar besloot de wedstrijd uit te lopen, wat hem een derde plek opleverde achter zijn landgenoten Benson Kipchmba Cherono (2:07.58) en Benson Kipchumba Barus (2:08.33)
Op 14 oktober 2007 deed Ngeny mee aan de marathon van Eindhoven. Deze wedstrijd ging snel van start en halverwege lag de kopgroep, bestaande uit drie Kenianen, op een schema van 2:06. Vanaf het 35 km-punt nam zijn landgenoot Philip Singoei de leiding, die finishte in een nieuw parcoursrecord van 2:07.57. Joseph Ngeny Kiprotich werd derde in 2:11.05.

## Persoonlijke records
| Onderdeel      | Prestatie | Datum             | Plaats    |
| -------------- | --------- | ----------------- | --------- |
| 20 km          | 58.45     | 19 oktober 2003   | Parijs    |
| halve marathon | 1:01.35   | 28 september 2003 | Udine     |
| marathon       | 2:08.10   | 11 oktober 2009   | Eindhoven |

## Palmares

### 10 km
- 2003: 5e Trofeo Asics Run in Cuneo - 29.07
- 2005:  Mattoni Grand Prix in Praag - 28.53

### halve marathon
- 2003:  halve marathon van Udine - 1:01.35
- 2003:  halve marathon van Arezzo - 1:02.40
- 2004:  halve marathon van Praag - 1:01.46
- 2005:  halve marathon van Praag - 1:01.56
- 2005:  halve marathon van Turijn - 1:03.39

### marathon
- 2003: 12e marathon van Carpi - 2:22.05
- 2004: 5e marathon van Brescia - 2:17.56
- 2004: 5e marathon van Milaan - 2:12.08
- 2005: 5e marathon van Carpi - 2:14.00
- 2006:  marathon van Dubai - 2:13.02
- 2006:  marathon van Praag - 2:13.57
- 2006:  marathon van Milaan - 2:09.26,9
- 2006:  marathon van Lausanne - 2:16.34,0
- 2007: 5e marathon van Dubai - 2:11.03
- 2007: 13e marathon van Wenen - 2:17.04
- 2007: 6e marathon van Hamburg - 2:10.25
- 2007:  marathon van Eindhoven - 2:11.05
- 2008:  marathon van Eindhoven - 2:09.33
- 2008: 7e marathon van Turijn - 2:11.39
- 2009:  marathon van Rome - 2:08.41
- 2009:  marathon van Luxemburg - 2:19.17
- 2009:  marathon van Eindhoven - 2:08.10
- 2010: 9e marathon van Daegu - 2:13.52
- 2010: 7e marathon van Eindhoven - 2:09.51
- 2011: 24e marathon van Wenen - 2:21.19
- 2012: 9e marathon van Düsseldorf - 2:13.39
- 2014: 10e marathon van Münster - 2:18.46
- 2014:  marathon van Podgorica - 2:17.31